# Clarence Anglin
Clarence Anglin (Donalsonville, 11 de maio de 1931 – São Francisco, 11 de junho de 1962) foi um criminoso norte-americano que participou da fuga de Alcatraz em junho de 1962 e nunca mais foi visto. Era irmão de John Anglin, também fugitivo.

## Biografia

### Início de vida e roubos
Clarence Anglin era irmão de John Anglin e de Alfred Anglin. Os três roubavam bancos e lojas desde pequenos, e até mesmo iam presos juntos. Eles foram presos na penitenciária de segurança máxima de Atlanta nos anos 50, onde conheceram Frank Morris e Allen West. Mais tarde, Clarence, John e os seus parceiros Frank e Allen foram mandados para Alcatraz. Alfred Anglin nunca foi para Alcatraz.

### Prisão de Alcatraz
Depois de chegarem em Alcatraz, Clarence se tornou o preso AZ1485 e John AZ1476. Com o passar do tempo os dois, junto com os presidiários Frank Morris e Allen West, bolaram um plano para fugir da prisão. A fuga aconteceu em 11 de junho de 1962, e nunca mais ouviram falar deles, até que 2015, a família resolveu contar o que sabia sobre a sobrevivência deles.

## Morte
Em uma carta recebida em São Francisco, em 2013, pelo suposto John Anglin (irmão de Clarence), afirma que Clarence faleceu em 2008. Não são conhecidas as causas da suposta morte ou se a informação é fiável.